# Myomimus
Myomimus är ett släkte gnagare i familjen sovmöss med tre arter.
De skiljer sig från andra sovmöss genom svansen som nästan saknar hår, liksom hos möss.
Det är inte mycket känt om släktet. Individer hittades i så olika habitat som skogar, savanner, buskmark, odlade områden och klippiga regioner. Även födan varierar mellan animaliska byten och växtdelar som frön.
Arterna är:
- Myomimus personatus, lever i bergsregioner i nordöstra Iran, södra Kazakstan och västra Afghanistan.
- Myomimus roachi, förekommer i gränsregionen mellan Bulgarien, Grekland och Turkiet.
- Myomimus setzeri, finns i bergstrakter i östra Turkiet, norra Armenien och nordvästra Iran.

Från M. personatus och M. setzeri hittades hittills bara ett tiotal individer och därför listas arterna av IUCN med kunskapsbrist (data deficient). Även M. roachi är sällsynt och de senaste 5 åren hittades inga individer. Arten betraktas av IUCN som sårbar (vulnerable).
Genetiska studier tyder på att Myomimus utgör systergruppen till en klad som bildas av släktena trädsovare (Dryomys) och Eliomys.